# Parkes Airport
Parkes Airport är en flygplats i Australien. Den ligger i kommunen Parkes och delstaten New South Wales, i den sydöstra delen av landet, omkring 290 kilometer väster om delstatshuvudstaden Sydney. Parkes Airport ligger 320 meter över havet.
Runt Parkes Airport är det mycket glesbefolkat, med 2 invånare per kvadratkilometer.. Närmaste större samhälle är Parkes, nära Parkes Airport.
Trakten runt Parkes Airport består till största delen av jordbruksmark. Genomsnittlig årsnederbörd är 709 millimeter. Den regnigaste månaden är februari, med i genomsnitt 137 mm nederbörd, och den torraste är november, med 20 mm nederbörd.